# 滕麗名
滕麗名（英語：Joyce Tang Lai Ming，1976年1月20日—），原名滕麗明，香港女演員、歌手和主持人，1995年第十四屆新秀歌唱大賽出道。曾是海潤影視製作有限公司旗下港區合約藝人，現為無綫電視基本藝人合約藝員，憑領銜主演電視劇集《陀槍師姐IV》「陳三元」一角奪得《Astro華麗台電視劇大獎2004》「我的至愛角色」獎。

## 簡歷
滕麗名曾經就讀於黃大仙區聖公會基心小學（已關閉）及佛教孔仙洲紀念中學，1994年中學畢業後，擔任警察通訊員（999 接線生），但一年後因不忿一直坐着聽電話而離職，並報名參加新秀歌唱大賽。

## 演藝事業

### 1995年：新秀出道
1995年，滕麗名參加由無綫電視及華星唱片合辦的新秀歌唱大賽，歷經多個參賽環節，終於憑藉《愛與痛的邊緣》一曲成功進入前八名（同屆參賽者包括天王陳奕迅和天后楊千嬅等），後因狀態欠佳而無法進入最後五強，除此之外，更無法得到華星唱片歌手合約；後來以旁聽生身份入讀1995年第八期無綫電視藝員進修班，同期的正式學員分別有李思蓓、羅貫峰、李天翔、盧慶輝和蓋世寶等，同班旁聽生有湯盈盈、姚瑩瑩、張潔蓮等，從而加入無綫電視演藝行業至今。

### 1996年至1997年：兒歌天
在訓練班畢業後，滕麗名早期經常演唱兒歌。此外，她還是在1995年新秀歌唱大賽裡唯一一位無法成為出專輯的音樂歌手。雖然無法成為樂壇歌手，但她的歌喉獲無綫賞識，擔任兒歌的主唱者。她所主唱的兒歌全都於1996年及1997年面世，分別有《魔法咕嚕咕嚕》、《齊來動腦筋》、《女巫學飛天》及《陽光不斷照》。其中以《魔法咕嚕咕嚕》（動畫《咕嚕咕嚕魔法陣》粵語主題曲）最為出名，深入民心；滕麗名以《魔法咕嚕咕嚕》勇奪《1997年度兒歌金曲頒獎典禮》十大兒歌金曲。滕麗名於1998年再以「女巫學飛天」奪得《1998年度兒歌金曲頒獎典禮》十大兒歌金曲。其後滕麗名因要專心拍劇而沒再主唱兒歌。

### 1996年至2004年：陀槍師姐
1996年，向兒歌告別後，滕麗名她開始參演電視劇集及電影。首部參演電影為《天涯海角》，而當時的演技仍然很稚嫩。同年8月，加入處境喜劇《真情》的合作隊伍，與李司棋及薛家燕等人合作，於劇中飾演刁蠻太子女梁冰雪一角，漸露頭角，開始為人熟悉。其後於1997年及1998年，分别在《真命天師》及《師奶強人》被無綫重用擔正第一女主角，劇集播出後曾被指完全沒有資格擔正女主角。自此，她做了許多新的嘗試以望觀眾認為她是能靠實力擔正第一女主角的藝人，於是她參與了電影《少女心事》及《4個32A和一個香蕉少年》的演出，磨練演技。憑著她的努力，在1997年播出的台慶劇《難兄難弟》中飾演涼茶太子女阿珍，演技才開始獲得觀眾認同。
1998年，滕麗名的努力及演技獲金牌監製鄺業生欣賞，從而有幸在他監製的電視劇《陀槍師姐》中領銜主演，滕麗名飾演陀槍女警陳三元一角，並有幸與當時的無綫一姐視后關詠荷一同領銜主演擔當兩大女主角之一。該劇更是滕麗名出道以來第一部代表作兼處女作，戲份絕不下於關詠荷。此劇播出後，由於劇本素質優良、製作認真，且阿滕將女警角色演得活靈活現，令其名聲大噪，更被無綫力捧成為旗下當家花旦。
滕麗名是1990年代末期無綫力捧花旦之一，其餘力捧花旦分別是陳慧珊、宣萱、郭可盈、蔡少芬、張可頤、陳妙瑛、佘詩曼、向海嵐、吳美珩等。《陀槍師姐》播出後，她在多部電視劇當中均擔任重要角色，或是以第二女主角身份出場，相比其他的同屆訓練班畢業生，如羅貫峰、張潔蓮等人，她已是畢業生當中發展最好的演員。1999年，她在電視劇《雪山飛狐》中飾演聶桑青一角，是個全新的角色，是由袁紫衣、馬春花及田青文所合成的新角，以讓觀眾耳目一新。此劇曾創下該年度第二高收視劇集。其後她在潘嘉德監製的警匪電視劇《刑事偵緝檔案IV》當中首度挑戰高難度角色，飾演殺人兇手尹秋月一角，在其中一個單元中演出，演技再次獲得認同。
由於她在《陀槍師姐》中的出色演出，而有份繼續於《陀槍師姐》續集中演出。由於無綫一姐視后關詠荷離巢，當時有傳監製將會升任滕麗名為此劇續集的第一女主角，後來因戀情的影響，令監製將第一女主角改由另一視后蔡少芬擔任。與蔡少芬一起合作演出《陀槍師姐III》及《陀槍師姐IV》，再度獲得好評，滕麗名更憑《陀槍師姐IV》「陳三元」一角連同三大視后陳慧珊、宣萱及張可頤齊齊打入《Astro華麗台電視劇大獎2004》「我的至愛女主角」最後五強，最終滕麗名憑《陀槍師姐IV》「陳三元」一角勇奪《Astro華麗台電視劇大獎2004》「我的至愛角色」，為滕麗名首個重要電視劇獎項。
2005年，滕麗名所飾演的「陳三元」進軍中國大陸，紅極一時，聲名大噪；從而獲得多間中國大陸影視公司賞識邀請加盟，最終滕麗名簽約海潤影視成為旗下女藝人，並接拍旗下製作劇集《俏女冲冲冲》。2004年，滕麗名在兩部劇集《心慌·心郁·逐個捉》以及《心理心裏有個謎》再度擔正第一女主角，可惜兩劇全被無綫冷待雪藏兩年成為倉底劇至2006年安排於翡翠台非黃金時段首播，大大減低滕麗名於2004年的曝光率，令滕麗名的演藝事業未能更上一層樓。

### 2005年至2015年：默默耕耘
2005年，她在古裝電視劇《御用閒人》及時裝電視劇《窈窕熟女》中，再度將角色發揮得淋漓盡致，當中在《御用閒人》中飾演兇殘無比的富察皇后，大獲好評，演技再次獲得肯定；其中再次與魏駿傑情侶檔演出，更成為城中熱話。另外，她在時裝查案處境喜劇《窈窕熟女》中，與無綫金牌司儀陳百祥首度合作，更與伍詠薇、苑瓊丹、韓君婷一同擔任該劇四大女主角之一。她飾演獵犬性格、疾惡如仇的女警馬小寶（BoBo）一角，與其餘三位女主角的對手戲，備受觀眾喜愛；她的演出成功入圍《2005年萬千星輝頒獎典禮》最佳女主角。
2008年，她在《野蠻奶奶大戰戈師奶》飾演馬屁精高家寶（CoCo）一角，深入民心，於大結局大罵汪明荃所飾演的角色O姐而再度引人關注，演技再一次獲得肯定，同時亦入圍《2008年萬千星輝頒獎典禮》「最佳女配角」。她的出色演出更獲視后級一姐汪明荃大讚。隨後，她在多部電視劇中都有出色的演出，例如《和味濃情》的譚寶寶（BoBo）、《師奶股神》的顧家珍（Janet）、《老婆大人II》的何秀秀、《怒火街頭》的師爺第五婷及《結·分@謊情式》的簡亦丹等。
2009年—2010年，她的作品如《桌球天王》、《掌上明珠》及《女人最痛》，都有青出於藍的表現，演技已達到實力派。2009年在《桌球天王》中，她飾演的緊張阿姨錢滔滔（Toni）一角，角色在劇中過份寵愛及保護外甥（鄧健泓飾演），雖角色不大討好，但仍備受觀眾喜愛。2010年在《掌上明珠》中，再次與宣萱、商天娥合作，首度挑戰狐狸精角色，飾演豪門二姨太蘇麗嫦，於結局篇中角色突然變得狡猾、狠毒、工於心計，是該劇的一大亮點；以及在《女人最痛》中，亦與米雪、張可頤一同擔任該劇三大女主角之一，她首度挑戰醜陋角色，飾演醜女余漫悠（BiBi），憑該角色成功出位，除此之外還增加了她的知名度，人氣再次急升。憑藉《女人最痛》的精湛演出令她提名《2010年萬千星輝頒獎典禮》我最喜愛的電視女角色。
2012年，滕麗名於劇集《缺宅男女》飾演善良、賢淑的闊太李蔓華一角。滕麗名於該劇中為了防止丈夫高宏瞻（謝天華 飾）與情婦關嘉樂（鍾嘉欣 飾）再次發生曖昧關係，而掌摑鍾嘉欣的一場戲獲得觀眾關注，大獲共鳴，阿滕的演技獲得觀眾讚賞。此劇最後收視獲得佳績，大結局時創下最高40點的收視率。同年，她所參演的中國大陸電視劇《鑼鼓巷》正式公映。
2013年，滕麗名於劇集《熟男有惑》擔任兩大女主角之一，飾演家庭主婦顧嘉婷一角，與曹永廉合演夫妻。同年8月，滕麗名正式加入《愛·回家 (第一輯)》劇組，並於8月9日正式登場，飾演余勝男一角，但拍攝幾十集之後正式退出劇組。
同年10月拍攝賀歲電視劇《新抱喜相逢》，飾演牙尖嘴利的影后郭菲菲一角，於劇中與薛家燕及湯盈盈一同擔正女主角，該劇於新春檔期2014年1月20日播出，她在劇中連同薛家燕、湯盈盈及麥長青的對手戲更備受矚目，與麥長青首度合演夫妻，更是引來不少好評；此外，她與訓練班同學湯盈盈的鬥氣、搞笑戲更備受觀眾喜愛，收視亦獲佳績，創下最高30點的收視率。
2015年，在賀歲劇《倩女喜相逢》首度挑戰潑辣角色，與薛家燕一同領銜主演擔當兩大女主角之一，飾演惡妻迎春花一角。劇中經常打罵夫君寧采君（梁烈唯飾），令觀眾對她又愛又恨。除此之外，阿滕更是首度與梁烈唯合作，首次合作便獲得好評，令阿滕表示希望能夠再次與唯唯合作。
薛家燕，滕麗名兩個是1996年加入真情，兩人更在倩女喜相逢及新抱喜相逢兩大賀歲劇均有合作。

### 2016年：一屋二寶
2016年，在新劇《純熟意外》首度挑戰處事風格冷靜的保險調查組長，卻又面對家庭問題的角色，飾演許潔瑩一角，並再次與吳啟華合作及再次與曹永廉合演情侶，她與曹永廉在劇中的搞笑演出深受觀眾喜愛，精湛的演技獲得網民支持。
同年6月尾，滕麗名在電視劇《一屋老友記》飾演寶家二女寶欣（二寶），並與歐陽震華第七度合作。滕麗名於劇中飾演大哥（大寶）歐陽震華的大妹，令到不少網民及觀眾聯想起他們曾經合作的《陀槍師姐》。此外，滕麗名在此劇戲份甚重，角色搶鏡，在觀眾心中留下深刻的印象，同時風頭更勝同劇女演員胡定欣，滕麗名鬼馬的演出更獲得大批網民要求無綫讓滕麗名重回一線之位，同年憑藉《一屋老友記》的精湛演技打入《萬千星輝頒獎典禮2016》「最受歡迎電視女角色」最後五強及「最佳女配角」最後三強。滕麗名最終憑《一屋老友記》「二寶」一角奪得《TVB 馬來西亞星光薈萃頒獎典禮2016》「最喜愛TVB電視角色」，以及勇奪《TVB 馬來西亞星光薈萃頒獎典禮2016》「最喜愛TVB女配角」，付出的一切最終得到回報。

### 2017年至今：開心速遞
2017年起，滕麗名在處境電視劇《愛·回家之開心速遞》飾演熊家大女及安仔媽媽熊尚善，劇中熊尚善喜愛報仇但十分關心家人，她曾憑《愛·回家之開心速遞》打入《萬千星輝頒獎典禮2018》「最佳女配角」最後五強，更憑此角色於2018至2021年度《萬千星輝頒獎典禮》連續四年入圍「最受歡迎電視女角色」，並於《萬千星輝頒獎典禮2021》入圍最後五強。2020年及2021年，滕麗名憑同一角色入圍《萬千星輝頒獎典禮2020》及《萬千星輝頒獎典禮2021》「最佳女主角」。
2021年，滕麗名第五度飾演陀槍女警陳三元一角，夥拍視后宣萱一同領銜主演《陀槍師姐2021》。
2022年與薛家燕繼真情後連同另一大林淑敏合唱賀年歌「今年好笑口」。

## 個人戀情

### 前度男友
Andrew Lai
滕麗名曾在1996年因拍攝電視劇《真情》而與任職無綫幕後的Andrew Lai拍拖，直至1998年才分手。
魏駿傑
同年在《陀槍師姐》中因與魏駿傑合作而撻著，並成為魏駿傑第三任女友，由於兩人在人前人後均恩愛非常，一直被外界視為金童玉女。拍拖九年後，突然於2007年5月傳出二人已分手數月，其後更獲滕麗名證實。2013年6月，魏駿傑在一個內地節目中，談及以前拍拖的事，他沒有點名說：「我跟以前這個拍拖那麼多年，在戲裡面又是情侶，就已經覺得，我非得跟她結婚不可。我不跟她結婚，我就是罪人。我就是壞人。」但滕麗名表示不會再與魏駿傑復合。
郭政鴻
2007年8月滕麗名因與郭政鴻合作《野蠻奶奶大戰戈師奶》而擦出愛火花，發展了近兩年的地下情後，2009年7月滕麗名又在網誌自爆回復單身。原來郭政鴻在與滕麗名拍拖的同時，又與貌似其前妻的蘇姓女子誕下一女。兩人於拉扯近一年後終告分手。

### 丈夫
朱建崑
2013年6月滕麗名承認已接受圈外男友朱建崑（Matthew）求婚。2013年12月7日與未婚夫朱建崑（Matthew）結束多年愛情長跑，兩人於泰國蘇梅島沙灘上舉行婚禮，結為夫婦。

## 戏剧作品

### 電視劇（無綫電視）
| 年份   | 日期                   | 剧名               | 角色                   | 备注                                |
| ------ | ---------------------- | ------------------ | ---------------------- | ----------------------------------- |
| 1995年 | 5月15日-1999年11月13日 | 真情               | 梁冰雪（Sharon）       | 情景剧， 于第149集登场，第366集退出 |
| 1996年 | 2月6日-5月31日         | 天降财神           | 岑嘉文（Carman）       |                                     |
| 1996年 | 2月19日-3月15日        | 河東獅吼           | 楚 楚                  |                                     |
| 1997年 | 6月23日-7月26日        | 難兄難弟           | 陳玉珍                 |                                     |
| 1997年 | 12月22日-1月9日        | 真命天師           | 龍菁菁                 |                                     |
| 1998年 | 7月6日-7月31日         | 陀槍師姐           | 陳三元                 |                                     |
| 1998年 | 8月3日-9月4日          | 難兄難弟之神探李奇 | 姚麗娜（Lina）         |                                     |
| 1998年 | 5月4日-5月29日         | 師奶強人           | 慕容菲                 |                                     |
| 1999年 | 1月18日-3月22日        | 雪山飛狐           | 聶桑青                 |                                     |
| 1999年 | 3月29日-6月4日         | 刑事偵緝檔案IV     | 尹秋月                 |                                     |
| 2000年 | 5月29日-7月8日         | 陀槍師姐II         | 陳三元                 |                                     |
| 2000年 | 9月4日-10月14日        | 雷霆第一關         | 尹佩玲（Elsa）         |                                     |
| 2001年 | 4月9日-5月26日         | 倚天屠龍記         | 紀曉芙／楊不悔         |                                     |
| 2001年 | 6月4日-7月6日          | 美味情緣           | 蘇 眉（Sue）           |                                     |
| 2001年 | 7月9日-8月18日         | 陀槍師姐III        | 陳三元                 |                                     |
| 2001年 | 10月15日-12月7日       | 尋秦記             | 善 柔                  |                                     |
| 2002年 | 1月21日-2月17日        | 彩色世界           | 程詩敏（Tina）         |                                     |
| 2003年 | 2月24日-3月23日        | 洗冤錄II           | 楊丹鳳                 |                                     |
| 2003年 | 5月5日-5月30日         | 十萬噸情緣         | 丁家嘉（Christine）    |                                     |
| 2003年 | 10月6日-10月31日       | 非常外父           | 洪 棉                  |                                     |
| 2004年 | 2月16日-4月9日         | 陀槍師姐IV         | 陳三元                 |                                     |
| 2004年 | 海外首播               | 心慌·心郁·逐個捉   | 水 寧（Celine）        | 2006年在无线播出                    |
| 2004年 | 海外首播               | 心理心裏有個謎     | 應靈山                 | 2006年在无线播出                    |
| 2005年 | 3月14日-4月8日         | 御用閒人           | 富察皇                 |                                     |
| 2005年 | 7月31日-2006年2月5日   | 窈窕熟女           | 馬小寶（Bobo）         |                                     |
| 2008年 | 1月1日-1月27日         | 野蠻奶奶大戰戈師奶 | 高家寶（Coco）         |                                     |
| 2008年 | 1月28日-2月24日        | 和味濃情           | 譚寶寶（BoBo）         |                                     |
| 2008年 | 5月26日-6月21日        | 師奶股神           | 顧家珍（Janet）        |                                     |
| 2009年 | 3月30日-4月24日        | 桌球天王           | 錢滔滔（Toni）         |                                     |
| 2009年 | 5月4日-6月5日          | 老婆大人II         | 何秀秀（Cally）        |                                     |
| 2010年 | 5月3日-6月5日          | 掌上明珠           | 蘇麗嫦（嫦姨、二太太） |                                     |
| 2010年 | 7月26日-8月20日        | 女人最痛           | 余漫悠（BiBi）         |                                     |
| 2011年 | 5月30日-6月24日        | 怒火街頭           | 第五婷（梁師奶）       |                                     |
| 2011年 | 10月31日-2012年5月13日 | 結·分@謊情式       | 簡亦丹（Mabel）        | 情景剧， 于第1集登场                |
| 2012年 | 1月3日-2月10日         | 缺宅男女           | 李蔓華（Mandy）        |                                     |
| 2013年 | 6月17日-7月12日        | 熟男有惑           | 顧嘉婷（Tina、Mymama） |                                     |
| 2013年 | 8月9日-11月12日        | 愛·回家 (第一輯)   | 余勝男（Ada）          | 情景剧， 于第320集登场，第386集退出 |
| 2014年 | 1月20日-2月7日         | 新抱喜相逢         | 郭菲菲（柚皮菲）       |                                     |
| 2014年 | 4月5日-5月3日          | 廉政行動2014       | 張文鳳                 |                                     |
| 2015年 | 2月9日-2月28日         | 倩女喜相逢         | 迎春花／宫若梅         |                                     |
| 2016年 | 5月30日-7月3日         | 純熟意外           | 許潔瑩（Jessie、阿姐） |                                     |
| 2016年 | 6月27日-7月31日        | 一屋老友記         | 寶 欣（二寶）          |                                     |
| 2017年 | 5月27日-今             | 愛·回家之開心速遞  | 熊尚善（善姐，大妹）   | 情景剧， 于第67集登场               |
| 2017年 | 9月27日-12月3日        | 雜警奇兵           | 徐詠思（Katie）        |                                     |
| 2019年 | 4月6日-5月4日          | 廉政行動2019       | 張嘉汶（花姐，Flora）  |                                     |
| 2021年 | 1月25日-3月5日         | 陀槍師姐2021       | 陳三元（Sammy）        |                                     |

### 電視劇（香港電台）
| 年份   | 剧名       | 角色   | 备注                   |
| ------ | ---------- | ------ | ---------------------- |
| 2007年 | 性本善2007 | Teresa | 第1單元 - 講不出的秘密 |

### 電視劇（中國大陸）
| 年份   | 剧名                        | 角色       | 備註 |
| ------ | --------------------------- | ---------- | ---- |
| 2005年 | 俏女冲冲冲                  | 王曉蓉     |      |
| 2007年 | 記憶之城                    | 趙蔓君     |      |
| 2011年 | 鑼鼓巷                      | 李秋萍     |      |
| 2016年 | 北上廣不相信眼淚3之四季沐歌 |            |      |
| 2025年 | 守誠者                      | 梁婉婷母親 |      |

### 网络剧
| 年份   | 剧名     | 角色  | 備註 |
| ------ | -------- | ----- | ---- |
| 2014年 | 探靈檔案 | 敏 儀 |      |

### 電影
| 年份   | 剧名                 | 角色         | 備註 |
| ------ | -------------------- | ------------ | ---- |
| 1996年 | 天涯海角             | 美美         |      |
| 1997年 | 少女心事             |              |      |
| 1997年 | 4個32A和一個香蕉少年 | Jackie       |      |
| 2002年 | 監獄風雲之傳教士     | 阿儀         |      |
| 2002年 | 迷離檔案之迷失世界   | Tammy Cheung |      |
| 2004年 | 龍馬精神大贏家       | 哈木尔       |      |
| 2004年 | 新東成西就           | 李香蘭       |      |
| 2004年 | 盜帥留香韋小寶       | 小青         |      |
| 2010年 | 72家租客             | 裁縫太太     |      |
| 待定   | 尋秦記               | 善柔         |      |

### 电影配音
| 年份   | 剧名 | 角色              |
| ------ | ---- | ----------------- |
| 2012年 | 车手 | 嘉怡（徐熙媛 饰） |

### 舞台劇
| 年份   | 日期            | 剧名           | 角色 |
| ------ | --------------- | -------------- | ---- |
| 2018年 | 12月29日-31日   | 《玻璃動物園》 | 麗娜 |
| 2019年 | 1月1日，3日-7日 | 《玻璃動物園》 | 麗娜 |

### 音樂錄影帶
| 年份   | 曲名     | 歌手   | 收錄專輯 |
| ------ | -------- | ------ | -------- |
| 1996年 | 尋最     | 李克勤 | 尋最     |
| 1997年 | 如果你我 | 杜德偉 | 知解     |

## 综艺作品

### 主持節目
| 年份   | 日期                  | 节目                               | 备注                         |
| ------ | --------------------- | ---------------------------------- | ---------------------------- |
| 1996年 |                       | 永安旅遊話你知：點解日本九州咁好玩 |                              |
| 1997年 |                       | 永安旅遊話你知：點解日本咁好玩     |                              |
| 1998年 |                       | 永安旅遊話你知：點解泰國咁好玩     |                              |
| 2000年 |                       | 永安旅遊話你知：點解東歐咁好玩     |                              |
| 2011年 | 9月13日-9月16日       | 怒食街頭                           |                              |
| 2016年 | 9月18日－12月4日      | 街市遊樂團（第一輯）               |                              |
| 2016年 | 9月3日-10月22日       | 姊妹淘（馬來西亞篇II）             |                              |
| 2016年 | 11月21日－12月2日     | 一屋老友去旅行                     | 电视剧《一屋老友记》延申节目 |
| 2017年 | 1月15日－2月26日      | 街市遊樂團（第二輯）               |                              |
| 2017年 | 3月5日-4月30日        | 屋邨遊樂團                         |                              |
| 2017年 | 5月7日-7月30日        | 香港遊樂團                         | 缺席第7集                    |
| 2017年 | 10月15日-未知         | 姊妹淘（馬來西亞篇III）            |                              |
| 2017年 | 9月24日-2018年2月18日 | 街市遊樂團（第三輯）               |                              |
| 2018年 | 4月8日－4月29日       | 屋邨遊樂團（第二輯）               |                              |
| 2018年 | 7月1日-9月2日         | 街市遊樂團（星马篇）               |                              |
| 2019年 | 2月10日               | 街市新春攻略                       |                              |
| 2019年 | 7月6日-9月7日         | 街市遊樂團（双马篇）               |                              |
| 2023年 | 10月9日-10月11日      | 約埋班Friend遊香港                 |                              |

### 節目嘉宾
| 年份   | 日期              | 节目                         | 备注                               |
| ------ | ----------------- | ---------------------------- | ---------------------------------- |
| 1997年 | 9月3日            | 超级无敌奖门人之再战江湖     | 第13集                             |
| 1997年 | 慈善星輝仁濟夜    |                              |                                    |
| 1998年 |                   | 無綫超經典要賽               | 第7集                              |
| 1998年 |                   | 公益金開心大賞頭             | 第8集                              |
| 1999年 | 2月7日            | 天下无敌奖门人               | 第18集                             |
| 1999年 | 9月22日           | 惊天动地奖门人               | 第18集                             |
| 1999年 | 非常勁秋荃情夜    |                              |                                    |
| 2000年 |                   | 公益開心百萬SHOW開心早·午·晚 | 第8集                              |
| 2000年 |                   | 罪惡剋星勁爆show             | 滅罪之星                           |
| 2000年 |                   | 奧運大玩特玩                 | 第3集                              |
| 2001年 |                   | 公益開心大富翁               | 第8集                              |
| 2001年 |                   | 名人蒲點食名菜               | 第11集                             |
| 2002年 | 10月26日          | 吾係奖门人                   | 第12集                             |
| 2004年 | 12月5日           | 继续无敌奖门人               | 第11集                             |
| 2005年 | 4月10日           | 继续无敌奖门人               | 第29集                             |
| 2005年 | 9月23日           | 百法百眾（第二輯）           | 第5集                              |
| 2006年 | 2月12日           | 名曲滿天星（第二輯）         | 第19集                             |
| 2006年 | 7月28日           | 15/16                        | 第54集                             |
| 2006年 | 7月31日           | 15/16                        | 第55集                             |
| 2006年 | 8月7日            | 15/16                        | 第56集                             |
| 2008年 | 4月27日           | 铁甲无敌奖门人               | 第5集                              |
| 2008年 | 12月27日          | 舞林大会                     |                                    |
| 2009年 | 1月11日           | 铁甲无敌奖门人               | 第42集                             |
| 2009年 | 5月9日            | 劇風行動                     |                                    |
| 2009年 | 萬眾同心公益金    |                              |                                    |
| 2010年 | 4月19日           | 千奇百趣香港地               | 第11集                             |
| 2010年 | 4月20日           | 千奇百趣香港地               | 第12集                             |
| 2010年 | 8月8日            | 超级游戏奖门人               | 第16集                             |
| 2010年 | 9月11日           | 華人大綜藝                   |                                    |
| 2011年 | 6月25日           | 大廚出馬II                   | 第6集                              |
| 2011年 | 10月16日          | 快乐邀请                     | 第10集                             |
| 2011年 | 10月20日          | 变身男女Chok Chok Chok       | 第14集                             |
| 2012年 |                   | 三菜一湯 （第三季）          | 第19集 新加坡綜藝                  |
| 2012年 | 第24集 新加坡綜藝 | 三菜一湯 （第三季）          |                                    |
| 2012年 | 4月2日            | May姐有請                    | 第21集                             |
| 2012年 | 10月5日           | 非常不一班                   |                                    |
| 2012年 | 12月9日           | 夜宵磨                       | 第15集                             |
| 2013年 | 6月23日           | 顺峰顺水                     | 跑马地篇                           |
| 2013年 | 6月23日           | 超级无敌奖门人 终极篇        | 第5集                              |
| 2013年 | 6月29日           | 男左女右                     |                                    |
| 2014年 | 1月29日           | 家家行運菜                   | 第8集                              |
| 2014年 | 4月8日            | 年代大激鬥                   | 第12集                             |
| 2016年 | 7月24日           | 男人食堂                     | 第16集                             |
| 2016年 | 7月25日           | 一綫娛樂                     | 第43集                             |
| 2016年 | 8月28日           | 我爱香港                     | 第03集                             |
| 2016年 | 11月27日          | 街坊廚神舌戰東京             | 第4集                              |
| 2017年 | 3月12日           | 請勿關燈                     | 第4集                              |
| 2017年 | 6月5日            | 关你家事                     | 第1集                              |
| 2017年 | 6月6日            | 关你家事                     | 第2集                              |
| 2017年 | 11月17日          | 我愛EYT                      | 第6集                              |
| 2021年 | 4月27日           | 師父有請                     | 第12集                             |
| 2021年 | 6月24日           | Mean Talk                    | 第5集                              |
| 2021年 | 9月4日            | 儿歌金曲SUMMERFEST           | 其演唱的《魔法咕噜咕噜》入选头五位 |
| 2021年 | 11月26日          | 读心专家                     | 第2集                              |
| 2022年 | 2月1日            | 金虎献瑞耀保良               |                                    |
| 2022年 | 2月2日            | 肥媽新年新煮意6              |                                    |
| 2022年 | 2月13日           | 思家大战                     |                                    |
| 2022年 | 3月30日           | 講你都唔信                   |                                    |
| 2022年 | 8月7日            | 開心無敵獎門人               | 第2集                              |
| 2022年 | 9月14日           | 好聲好戲2                    | 第9集 星級評判                     |
| 2022年 | 9月19日           | 好聲好戲2                    | 第10集 星級評判                    |
| 2022年 | 9月20日           | 好聲好戲2                    | 第11集 星級評判；拍檔聲演          |
| 2022年 | 9月21日           | 好聲好戲2                    | 第12集 星級評判                    |
| 2022年 | 11月7日           | 黃金盛宴                     | 第7集 星級嘉賓                     |
| 2022年 | 11月9日           | 霎時再感動                   | 第27集                             |
| 2023年 | 5月7日            | 開心無敵獎門人               | 獎門人I love媽媽感謝祭             |
| 2024年 | 6月24日           | 拍檔廚房                     | 第10集                             |
| 2024年 | 6月25日           | 拍檔廚房                     | 第11集                             |
| 2024年 | 6月26日           | 拍檔廚房                     | 第12集                             |
| 2024年 | 7月7日            | 拍檔食堂                     |                                    |

## 音樂作品

### 單曲
| 歌名         | 主唱                                                                                | 作词         | 作曲         | 备注                     |
| ------------ | ----------------------------------------------------------------------------------- | ------------ | ------------ | ------------------------ |
| 魔法咕噜咕噜 | 滕丽名                                                                              | 李敏         | 奥井亚纪     | 咕噜咕噜魔法阵 主题曲    |
| 齐来动脑筋   | 滕丽名                                                                              | 李敏         | 奥井亚纪     | 咕噜咕噜魔法阵 片尾曲    |
| 女巫学飞天   | 滕丽名                                                                              | 高文         | 高文         |                          |
| 阳光不断照   | 滕丽名                                                                              | 高文         | 高文         |                          |
| 我的心似火   | 滕丽名                                                                              |              |              | 难兄难弟之神探李奇 插曲  |
| 欢乐年年     | 滕丽名，薛家燕，汤盈盈，吕珊，麦长青，敖嘉年，王梓轩                                | 許冠傑，佚名 | 黎彼得，佚名 | 新抱喜相逢 主题曲        |
| 开心速递     | 滕丽名，周嘉洛，汤盈盈，吴伟豪，林淑敏， 郑世豪，吕慧仪，苏韵姿，张景淳，单立文     | 朱俊傑       | 楊熙         | 爱·回家之开心速递 主题曲 |
| 今年好笑口   | 滕丽名，薛家燕，林淑敏，許家傑，鄭世豪， 譚嘉儀，吕慧仪，苏韵姿，鄭俊弘，姜丽文等等 |              | 江港生       | 歌曲《倒轉地球》改词     |

## 獎項及提名

### 萬千星輝頒獎典禮
| 年份   | 頒獎典禮             | 獎項                      | 作品                   | 角色/歌曲 | 結果                 |
| ------ | -------------------- | ------------------------- | ---------------------- | --------- | -------------------- |
| 2000年 | 萬千星輝頒獎典禮2000 | 最佳女主角                | 《陀槍師姐II》         | 陳三元    | 提名                 |
| 2000年 | 萬千星輝頒獎典禮2000 | 我最喜愛的拍檔 （戲劇組） | 《陀槍師姐II》         | 陳三元    | 與魏駿傑提名         |
| 2001年 | 萬千星輝頒獎典禮2001 | 最佳女主角                | 《陀槍師姐III》        | 陳三元    | 提名                 |
| 2001年 | 萬千星輝頒獎典禮2001 | 我最喜愛的拍檔 （戲劇組） | 《陀槍師姐III》        | 陳三元    | 與魏駿傑提名         |
| 2001年 | 萬千星輝頒獎典禮2001 | 最佳女主角                | 《尋秦記》             | 善 柔     | 提名                 |
| 2001年 | 萬千星輝頒獎典禮2001 | 我最喜愛的拍檔 （戲劇組） | 《美味情緣》           | 蘇 眉     | 與馬德鐘提名         |
| 2002年 | 萬千星輝頒獎典禮2002 | 最佳女主角                | 《彩色世界》           | 程詩敏    | 提名                 |
| 2003年 | 萬千星輝頒獎典禮2003 | 最佳女主角                | 《洗冤錄II》           | 楊丹鳳    | 提名                 |
| 2003年 | 萬千星輝頒獎典禮2003 | 我最喜愛的拍檔 （戲劇組） | 《洗冤錄II》           | 楊丹鳳    | 與歐錦棠提名         |
| 2003年 | 萬千星輝頒獎典禮2003 | 最佳女主角                | 《十萬噸情緣》         | 丁家嘉    | 提名                 |
| 2003年 | 萬千星輝頒獎典禮2003 | 我最喜愛的拍檔 （戲劇組） | 《十萬噸情緣》         | 丁家嘉    | 與張家輝提名         |
| 2003年 | 萬千星輝頒獎典禮2003 | 最佳女主角                | 《非常外父》           | 洪 棉     | 提名                 |
| 2003年 | 萬千星輝頒獎典禮2003 | 我最喜愛的拍檔 （戲劇組） | 《非常外父》           | 洪 棉     | 與鄭少秋提名         |
| 2004年 | 萬千星輝頒獎典禮2004 | 最佳女主角                | 《陀槍師姐IV》         | 陳三元    | 提名                 |
| 2004年 | 萬千星輝頒獎典禮2004 | 我最喜愛的拍檔 （戲劇組） | 《陀槍師姐IV》         | 陳三元    | 與魏駿傑提名         |
| 2005年 | 萬千星輝頒獎典禮2005 | 最佳女主角                | 《窈窕熟女》           | 馬小寶    | 提名                 |
| 2005年 | 萬千星輝頒獎典禮2005 | 最佳女配角                | 《御用閒人》           | 富察皇    | 最後十強             |
| 2005年 | 萬千星輝頒獎典禮2005 | 飛躍進步女藝員            | 《御用閒人》           | 富察皇    | 提名                 |
| 2008年 | 萬千星輝頒獎典禮2008 | 最佳女配角                | 《野蠻奶奶大戰戈師奶》 | 高家寶    | 最後十強             |
| 2009年 | 萬千星輝頒獎典禮2009 | 最佳女配角                | 《老婆大人II》         | 何秀秀    | 提名                 |
| 2010年 | 萬千星輝頒獎典禮2010 | 我最喜愛的電視女角色      | 《女人最痛》           | 余漫悠    | 提名                 |
| 2011年 | 萬千星輝頒獎典禮2011 | 最佳女配角                | 《怒火街頭》           | 第五婷    | 提名                 |
| 2014年 | 萬千星輝頒獎典禮2014 | 最受歡迎劇集歌曲          | 《新抱喜相逢》         | 喜氣洋洋  | 提名                 |
| 2016年 | 萬千星輝頒獎典禮2016 | 最受歡迎電視女角色        | 《一屋老友記》         | 寶欣      | 最後五強             |
| 2016年 | 萬千星輝頒獎典禮2016 | 最佳女配角                | 《一屋老友記》         | 寶欣      | 最後三強             |
| 2016年 | 萬千星輝頒獎典禮2016 | 最受歡迎劇集搭檔          | 《一屋老友記》         | 寶欣      | 與呂慧儀提名         |
| 2016年 | 萬千星輝頒獎典禮2016 | 最佳節目主持              | 《街市遊樂團》         | 不適用    | 與麥長青及江美儀提名 |
| 2017年 | 萬千星輝頒獎典禮2017 | 最佳節目主持              | 《街市遊樂團》         | 不適用    | 與麥長青及江美儀提名 |
| 2017年 | 萬千星輝頒獎典禮2017 | 最佳女配角                | 《愛·回家之開心速遞》  | 熊尚善    | 提名                 |
| 2018年 | 萬千星輝頒獎典禮2018 | 最佳女配角                | 《愛·回家之開心速遞》  | 熊尚善    | 最後五強             |
| 2018年 | 萬千星輝頒獎典禮2018 | 最受歡迎電視女角色        | 《愛·回家之開心速遞》  | 熊尚善    | 提名                 |
| 2018年 | 萬千星輝頒獎典禮2018 | 馬來西亞最喜愛TVB女主角   | 《愛·回家之開心速遞》  | 熊尚善    | 提名                 |
| 2018年 | 萬千星輝頒獎典禮2018 | 新加坡最喜愛TVB女主角     | 《愛·回家之開心速遞》  | 熊尚善    | 提名                 |
| 2019年 | 萬千星輝頒獎典禮2019 | 最受歡迎電視女角色        | 《愛·回家之開心速遞》  | 熊尚善    | 提名                 |
| 2020年 | 萬千星輝頒獎典禮2020 | 最佳女主角                | 《愛·回家之開心速遞》  | 熊尚善    | 提名                 |
| 2020年 | 萬千星輝頒獎典禮2020 | 最受歡迎電視女角色        | 《愛·回家之開心速遞》  | 熊尚善    | 提名                 |
| 2020年 | 萬千星輝頒獎典禮2020 | 馬來西亞最喜愛TVB女主角   | 《愛·回家之開心速遞》  | 熊尚善    | 提名                 |
| 2021年 | 萬千星輝頒獎典禮2021 | 最佳女主角                | 《愛·回家之開心速遞》  | 熊尚善    | 提名                 |
| 2021年 | 萬千星輝頒獎典禮2021 | 最受歡迎電視女角色        | 《愛·回家之開心速遞》  | 熊尚善    | 最後五強             |
| 2021年 | 萬千星輝頒獎典禮2021 | 馬來西亞最喜愛TVB女主角   | 《愛·回家之開心速遞》  | 熊尚善    | 提名                 |
| 2021年 | 萬千星輝頒獎典禮2021 | 最受歡迎電視拍檔          | 《愛·回家之開心速遞》  | 熊尚善    | 與呂慧儀、蘇韻姿提名 |

### Astro华丽台电视剧大奖／MY AOD我的最愛頒獎典禮
| 年份   | 頒獎典禮                   | 獎項               | 作品           | 角色/歌曲 | 結果     |
| ------ | -------------------------- | ------------------ | -------------- | --------- | -------- |
| 2004年 | Astro华丽台电视剧大奖2004  | 我的至愛女主角     | 《陀槍師姐IV》 | 陳三元    | 最後五強 |
| 2004年 | Astro华丽台电视剧大奖2004  | 我的至愛角色       | 《陀槍師姐IV》 | 陳三元    | 獲獎     |
| 2010年 | MY AOD我的最愛頒獎典禮2010 | 我的最愛電視女配角 | 《女人最痛》   | 余漫悠    | 提名     |

### TVB 馬來西亞星光薈萃頒獎典禮
| 年份   | 頒獎典禮                         | 獎項              | 作品                        | 角色/歌曲 | 結果     |
| ------ | -------------------------------- | ----------------- | --------------------------- | --------- | -------- |
| 2016年 | TVB 馬來西亞星光薈萃頒獎典禮2016 | 最喜愛TVB女配角   | 《一屋老友記》              | 寶欣      | 獲獎     |
| 2016年 | TVB 馬來西亞星光薈萃頒獎典禮2016 | 最喜愛TVB電視角色 | 《一屋老友記》              | 寶欣      | 獲獎     |
| 2017年 | TVB 馬來西亞星光薈萃頒獎典禮2017 | 最喜愛TVB節目主持 | 《姊妹淘》（馬來西亞篇III） | 不適用    | 最後五強 |

### 星和無綫電視大獎
| 年份   | 頒獎典禮             | 獎項                | 作品           | 角色/歌曲 | 結果 |
| ------ | -------------------- | ------------------- | -------------- | --------- | ---- |
| 2016年 | 星和無綫電視大獎2016 | 我最愛TVB女配角     | 《一屋老友記》 | 寶欣      | 提名 |
| 2016年 | 星和無綫電視大獎2016 | 我最愛TVB電視女角色 | 《一屋老友記》 | 寶欣      | 提名 |

### 兒歌金曲頒獎典禮
| 年份   | 頒獎典禮                 | 獎項         | 作品             | 結果 |
| ------ | ------------------------ | ------------ | ---------------- | ---- |
| 1997年 | 1997年度兒歌金曲頒獎典禮 | 十大兒歌金曲 | 《魔法咕嚕咕嚕》 | 獲獎 |
| 1998年 | 1998年度兒歌金曲頒獎典禮 | 十大兒歌金曲 | 《女巫學飛天》   | 獲獎 |

## 其他

### 無線月曆
- 1999年 - 4月 - 陈浩民
- 2003年 - 5月 - 马浚伟、佘诗曼
- 2004年 - 2月 - 郑少秋、叶　璇
- 2016年 - 5月 - 吴启华、蔡思贝、黎诺懿、李施嬅
- 2016年 - 7月 - 欧阳震华、胡定欣、罗　兰、吕慧仪、胡　枫、刘　江、张颕康
- 2017年 - 1月 - 陈百祥、黎耀祥、黄德斌、黄智贤、李施嬅、黄浩然、王君馨、曹永廉、吴家乐、杨秀惠
- 2018年 - 2月 - 胡　枫、薛家燕、罗　兰、李家鼎、刘　丹、吴家乐、黄嘉乐、李思捷、陈敏之、江美仪、吴岱融、汤盈盈、黄心颖、郑俊弘、邵珮诗、张宝儿

## 外部連結
- 滕麗名的新浪微博
- 滕麗名的Facebook專頁
- 滕麗名的Instagram帳戶
- 滕麗名HK官方网站
- 滕麗名官方Blog （页面存档备份，存于）
- 滕麗名在香港影庫上的簡介